# Casalmaiocco
Casalmaiocco – miejscowość i gmina we Włoszech, w regionie Lombardia, w prowincji Lodi.
Według danych na rok 2004 gminę zamieszkiwało 2438 osób, 609,5 os./km².